# Święto wiosny

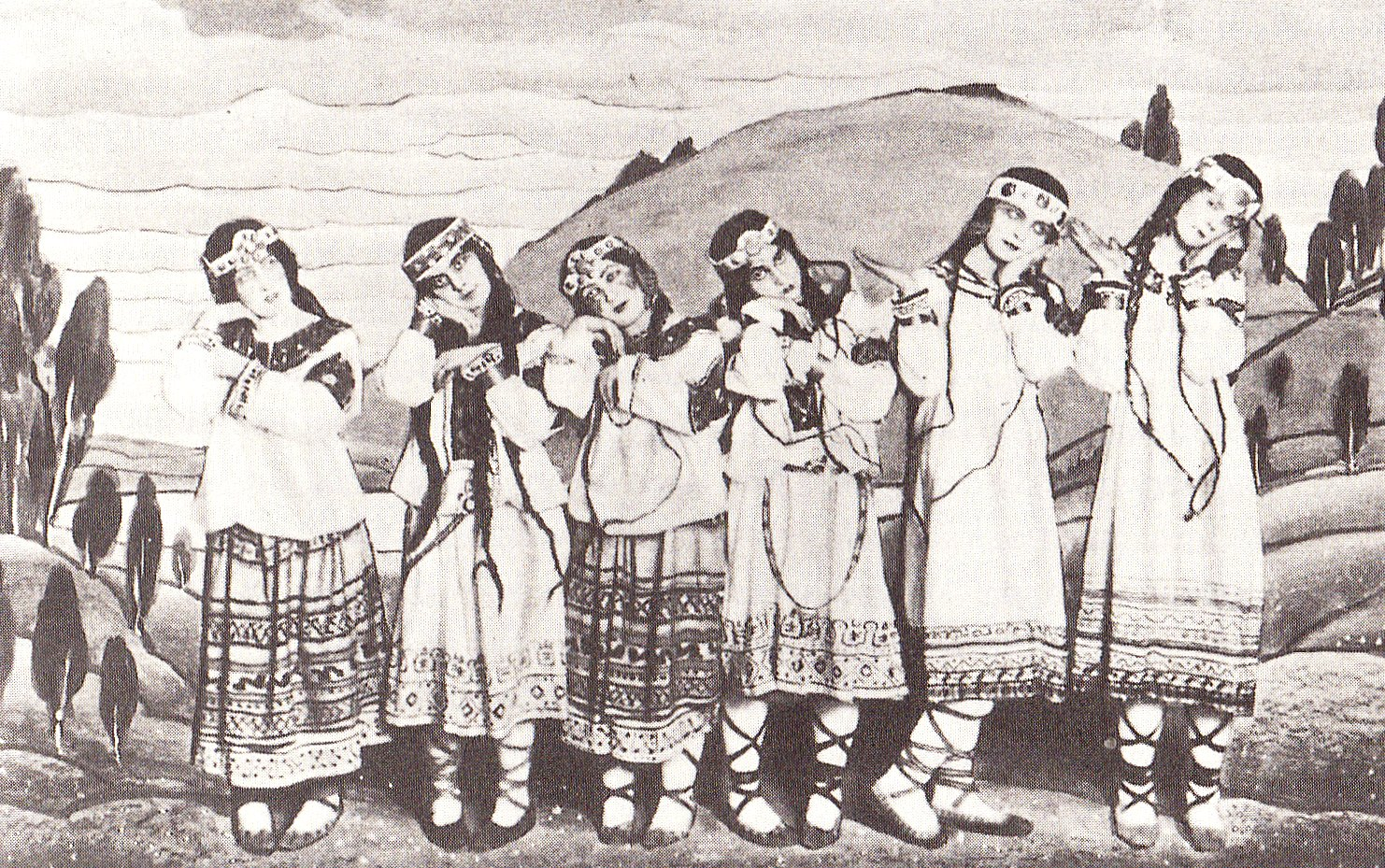
Scena ze Święta wiosny w choreografii Wacława Niżyńskiego, 1913

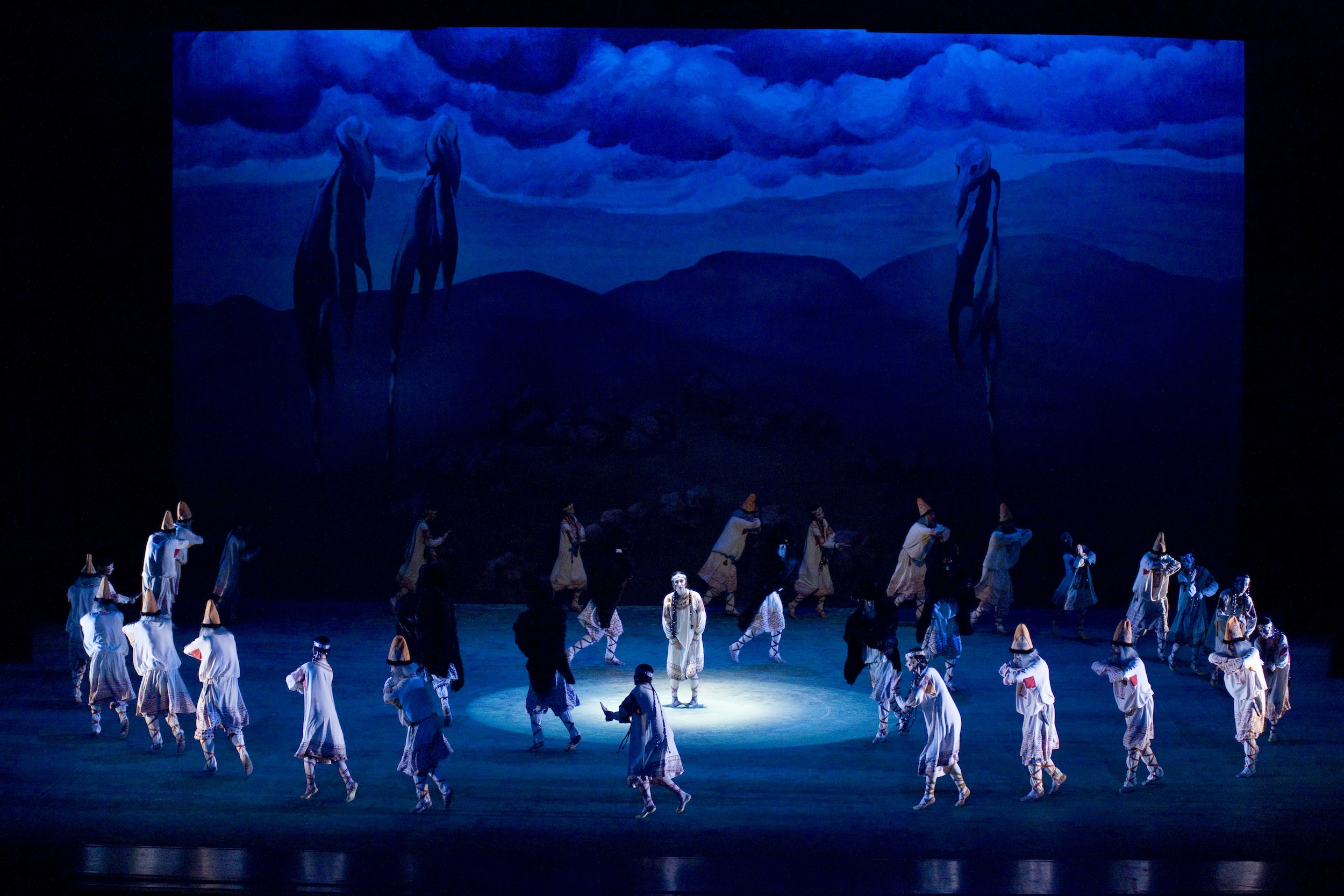
Święto wiosny w choreografii Wacława Niżyńskiego zrekonstruowanej przez Millicent Hodson, tańczy Magdalena Ciechowicz i Polski Balet Narodowy

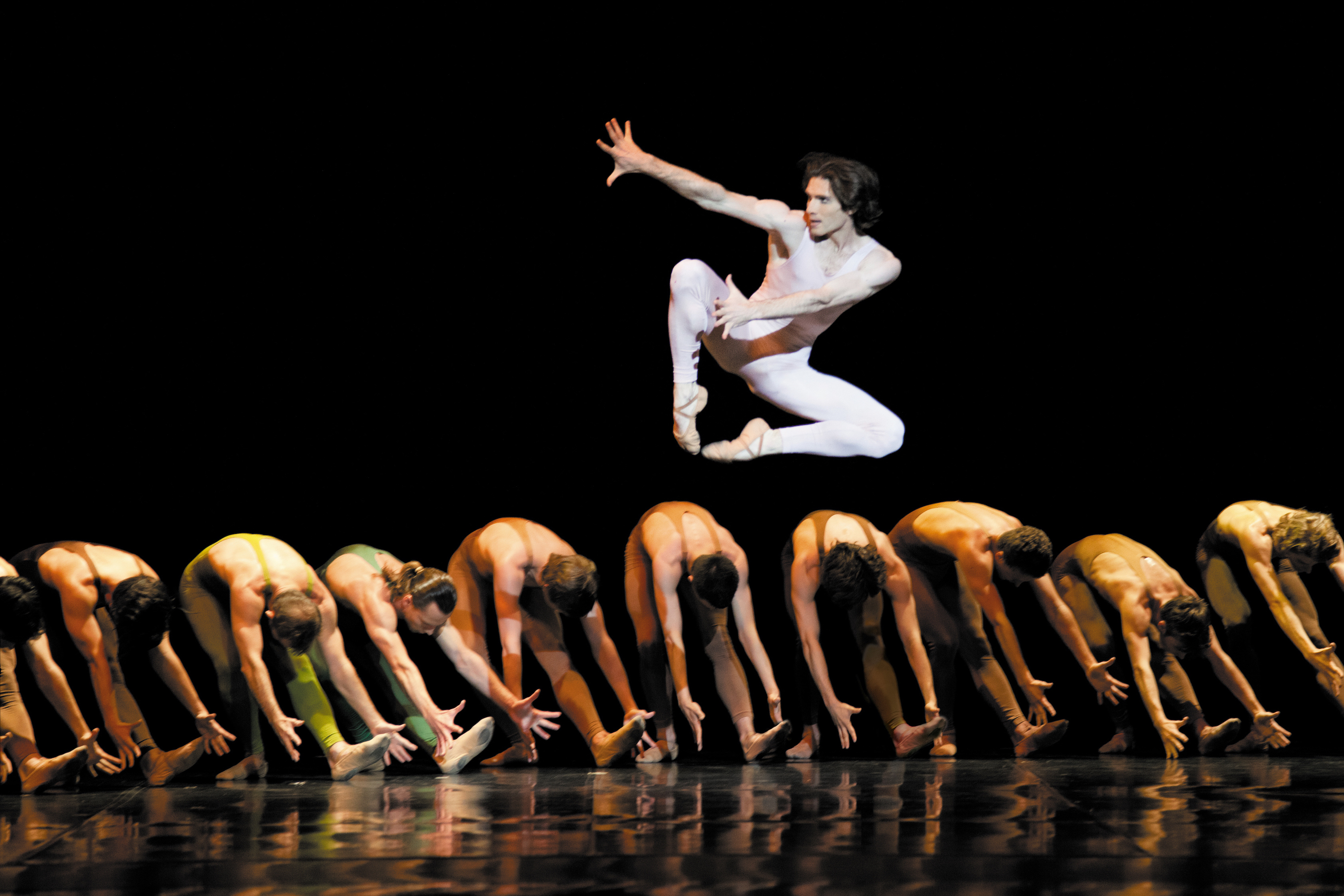
Święto wiosny w choreografii Maurice'a Béjarta, tańczy Vladimir Yaroshenko i Polski Balet Narodowy

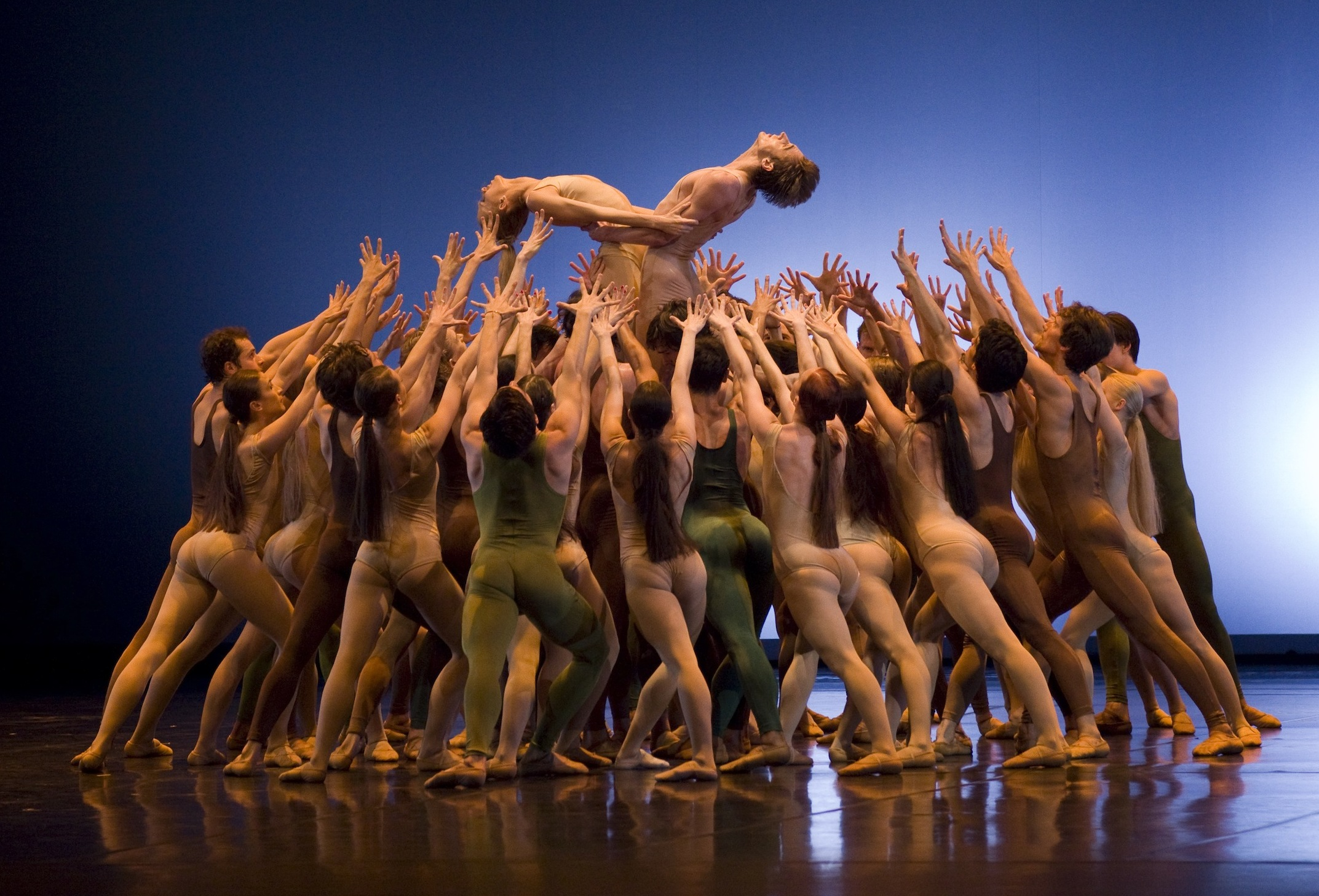
Święto wiosny w choreografii Maurice'a Béjarta, tańczą: Anna Lorec i Maksim Woitiul oraz Polski Balet Narodowy

Święto wiosny (pełna nazwa: Święto wiosny – obrazy z życia dawnej Rusi w 2 częściach) – balet Igora Strawinskiego. Często używany tytuł w języku franc. Le Sacre du printemps. Tytuł w języku ros. Весна священная (Święta wiosna).
- libretto: Igor Strawinski, Mikołaj Roerich;
- muzyka: Igor Strawinski;
- prapremiera: Paryż 29 maja 1913, Théâtre des Champs-Élysées, balet wystawiony przez Balety Rosyjskie Siergieja Diagilewa; choreografia: Wacław Niżyński; scenografia: Mikołaj Roerich; Maria Piltz w roli Wybranej; dyrygent: Pierre Monteux;
- premiera polska: Warszawa 31 marca 1962, Państwowa Opera.

Utwór tak odbiegający od tradycji, że uważany za początek muzyki nowoczesnej w XX wieku.
Osoby:
- Dziewczyna wybrana na ofiarę
- Stary Mędrzec
- dziewczęta, kobiety, młodzieńcy, mężczyźni, duchy przodków.

## Spis części
- Akt I – Uwielbienie Ziemi:

1. Introdukcja;
2. Wiosenne wróżby i tańce młodzieńców;
3. Zabawa w porywanie;
4. Wiosenne korowody;
5. Walka dwóch plemion;
6. Taniec Ziemi.

- Akt II – Wielka Ofiara:

1. Wstęp;
2. Krąg tajemniczy;
3. Uwielbienie wybranej;
4. Wzywanie duchów przodków;
5. Święty taniec wybranej.

## Libretto
Strawiński wraz z Roerichem opracowali tylko zarys poszczególnych scen, pozostawiając choreografom swobodę interpretacji. Oto przykładowa wersja libretta:

### część I: Adoracja ziemi
Zaczyna się słynnym tematem „Introdukcji” – litewską melodią ludową, graną przez fagot w wysokim rejestrze:
Unosząca się kurtyna odsłania surowy i dziki krajobraz, pełen głazów i skał, pośród których nieruchomo siedzą dwie grupy: chłopcy i dziewczęta. Siedzą wpatrzeni, czekając na znak świętego kamienia. Po chwili dziewczęta podnoszą się. Pojawia się wśród nich Starzec — dziewczęta zaczynają wokół niego zataczać taneczne kręgi. Starzec rusza w stronę świętego kurhanu, za nim dziewczęta w pokłonach. Powraca temat Introdukcji — żałosny protest człowieka przeciw wszechpotężnej naturze. Ostre, rytmiczne dźwięki pobudzają do ruchu młodzieńców. Zaczynają się „Wróżby wiosenne i tańce młodzieńców”:
Pozbawioną jeszcze zieleni Ziemię depczą młode nogi, uderzają w nią w surowym rytmie. Zaklinają ją tańcem, aby położyła kres zimie. Tańczą również dziewczęta, aby uśpić straszne siły przyrody. Obrzędowe gesty symbolizują znaną, codzienną pracę – oto dziewczęta przędą wełnę owiec, oto młodzieńcy wzruszają twardą Ziemię, aby ją zmusić do wydania plonów z zasianego ziarna. Życiodajna Ziemia dudni pod nogami; przyśpiesza tempo tańca. Nagle muzyka zmienia się. Zaczyna się „Zabawa w porywanie”. Pryska nastrój szczęśliwego upojenia i gwałtownie przekształca się w dzikie barbarzyństwo. Młodzi rozdzielają się znów na dwie grupy. Chłopcy stają naprzeciw dziewcząt i ruszają w ich kierunku, jakby zamierzali je napaść, ale w ostatniej chwili zatrzymują się. Rozpada się zwarty szyk i każdy młodzieniec unosi jedną z dziewcząt na stronę. Takie są wiosenne prawa prymitywnej natury. Czterech chłopców pozostaje. Zaczynają „Wiosenne korowody”. Wybierają cztery dziewczęta, biorą je na plecy i powoli tańczą, ciężko uginając się pod swym brzemieniem.
Korowód powiększa się, rośnie, stają w nim wszyscy młodzi. Teraz bębny ogłaszają rozpoczęcie „Walki między dwoma rywalizującymi plemionami”. To nowa zabawa, inscenizowana przez dwie grupy młodych mężczyzn w celu wyładowania energii, nagromadzonej w ich mięśniach podczas długich miesięcy zimowych. W trakcie zabawy pojawia się Starzec, który usiłuje powstrzymać rozhukaną młodzież. Powaga zwycięża. Wszyscy zwracają się w stronę Starca. Po krótkiej, pełnej napięcia ciszy padają na Ziemię, aby oddać jej cześć. (W kulminacji poprzedzającej pauzę Strawinski użył m.in. kubańskiego instrumentu perkusyjnego guiro – po raz pierwszy w europejskiej partyturze orkiestrowej.)
Znów głucho i przeciągle dudni bęben. Młodzi powstają z Ziemi. Poczuli jej tętno i przepełniła ich ciała jej siła. Wokół wykonującego obrzędy Starca rozpoczyna się oszałamiający „Taniec Ziemi”, coraz szybszy, coraz bardziej intensywny. Budzą nim Ziemię z głębokiego snu.

### część II: Ofiara
Zaczyna się Wstępem. Zapada noc, a zachodzące słońce zabarwiło niebo szkarłatem. Dziewczęta siedzą wokół ogniska blisko Starca. Czekają. Aby Ziemia się przebudziła, aby odrodziło się życie, aby ludzie mogli dalej istnieć – konieczne jest złożenie ofiary z człowieka. Dziewczęta muszą wybrać jedną ze swego grona na ofiarę Ziemi. Będzie tańczyła aż do śmierci. Muzyka brzmi spokojnie. Dziewczęta są także spokojne, pogodzone z okrutną koniecznością i zrezygnowane. Wiedzą, że muszą się podporządkować surowym prawom. Teraz podnoszą się ze swych miejsc przy ognisku i tworzą Krąg tajemniczy. Pośrodku kręgu pozostaje Wybrana – młoda dziewczyna o jasnych włosach, ze spojrzeniem utkwionym w Ziemię, z którą ma się połączyć. Dziewczęta zataczają wokół niej szerokie kręgi, aby wywołać sprzyjające moce. Rozpoczyna się obrządek Uwielbienia Wybranej. Młodzież tańczy wokół niej, przeniknięta jej siłą. Wzywają duchy przodków, po czym odbywa się obrzęd rytualny. Powoli Ziemia ulega uporczywym wezwaniom ludzi. Woda zaczyna się sączyć, łodygi zielenieją, a na drzewach pojawiają się młode liście. Rodzi się życie. To Ziemia posłuszna jest Wybranej.
Teraz odstępują od niej wszyscy członkowie plemienia – zaczyna się Święty taniec Wybranej; porwane jej gwałtownymi ruchami plemię również zaczyna tańczyć. Wybrana traci powoli siły, ale potężniejący rytm zmusza ją do nadludzkich wysiłków. W tanecznym zapamiętaniu martwa pada na Ziemię. Mężczyźni unoszą ją na ramionach i składają przed świętym kurhanem. Plemię żegna ją, wznosząc ręce ku górze i padając w ostatnim hołdzie na Ziemię.

## O muzyce
Prapremiera w Paryżu wywołała jeden z największych skandali w historii muzyki. Wszystkie elementy tego dzieła były dla tamtejszych gustów oburzające. To tematyka sprawiła, że Strawiński zastosował nowe nieznane, środki wyrazu. Ów pogański obrzęd prasłowiańskiej religii – Wiary Przyrody - był barbarzyński, dziki i kompozytor takimże uczynił swój balet. Rytmika nabrała w „Święcie wiosny” nowego znaczenia – była na pierwszym planie. To ona kształtowała i rozwijała myśl muzyczną. Do tego jeszcze zastosowane zostały ostro brzmiąca instrumentacja i dysonansowe współbrzmienia. Element taneczny także wymagał nowatorskich rozwiązań: ostrych ruchów i ociężałości.

## Powiązania
- jedna z części Fantazji Walta Disneya ilustruje „Święto wiosny”; przedstawieni nie są w nim jednak pierwotni ludzie, tylko historia Ziemi od jej powstania do wyginięcia dinozaurów.
- książka Modrisa Eksteinsa Święto wiosny poświęcona jest przemianom sztuki (m.in. baletu) i mentalności człowieka na początku XX wieku, które doprowadziły do obu wojen światowych.
- w roku 1975 Pina Bausch tworzy do muzyki Igora Strawinskiego spektakl teatru tańca Święto wiosny[2]
- wideoinstalacja Święto wiosny Katarzyny Kozyry z 2002 r., oparta na muzyce Strawinskiego oraz samej idei baletu
- film dokumentalny Rytm to jest to! w reż. Enrique Sáncheza Lanscha z 2004 r. o wystawieniu Święta wiosny w Berlinie, w przedstawieniu wzięli udział uczniowie berlińskich szkół (jako tancerze), za choreografię odpowiadał Royston Maldoom, a orkiestrą Filharmonii Berlińskiej dyrygował Simon Rattle. Projekt ten Maldoom zrealizował też w wielu innych miastach.
- w Poznaniu, od 2006 roku organizowany jest Festiwal Wiosny, będący w całości poświęcony temu dziełu, od 2010 towarzyszy mu również festiwal dla dzieci Małe Święto Wiosny.
- Tatarskie święto wiosny – Navruz nawiązuje do obrzędów pierwotnych ludów Rusi, w tym Tatarów dla przebłagania sił przyrody odradzających się na wiosnę[3].